# Hidrografia da Espanha

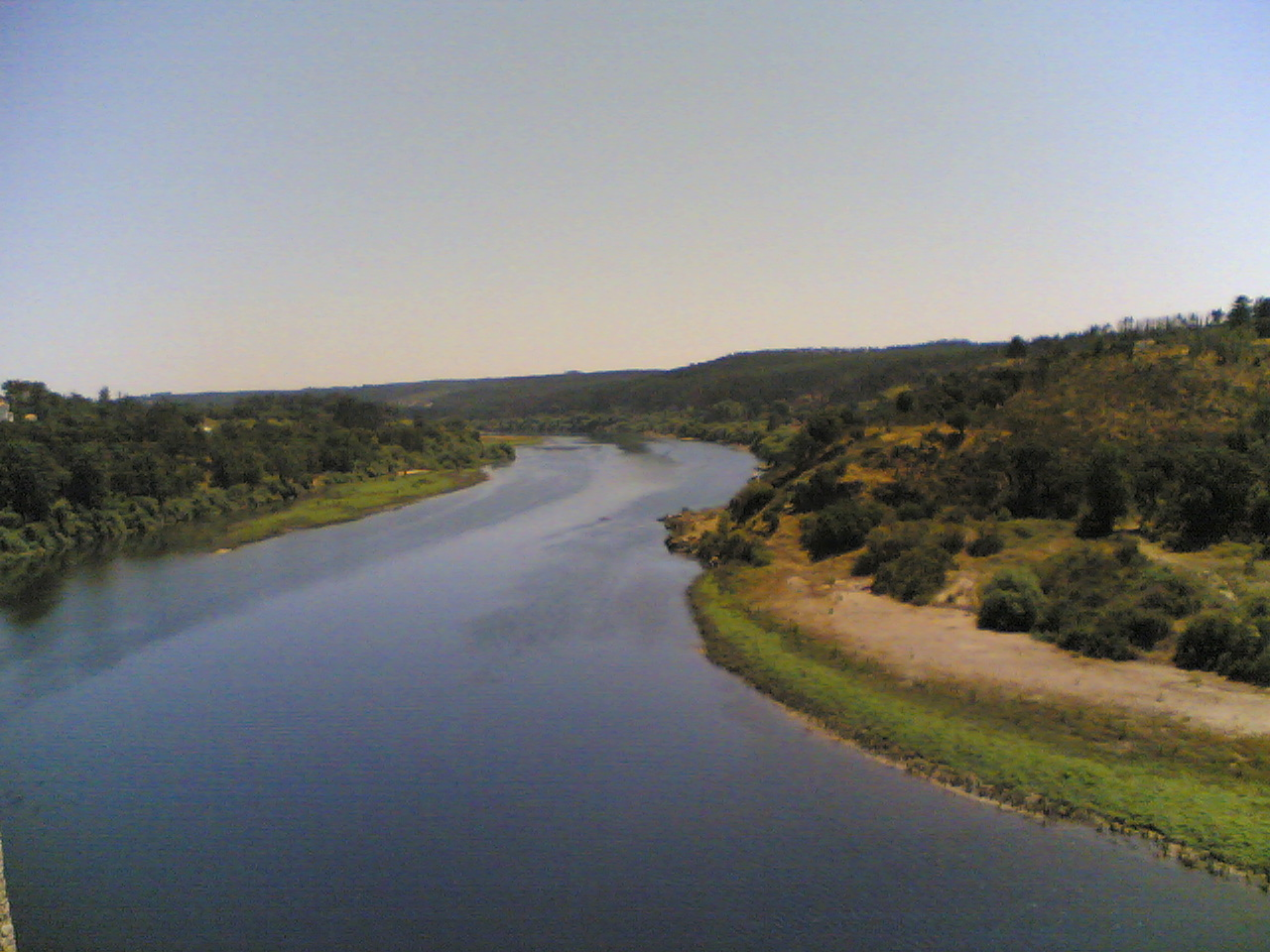
Rio Tejo na Espanha.

A Hidrografia da Espanha é marcada pela diversidade de seus rios, lagos, reservatórios e áreas úmidas, que desempenham papéis vitais na ecologia e na vida cotidiana dos espanhóis. Com uma geografia variada que abrange montanhas, planícies e costas, a Espanha possui uma ampla gama de recursos hídricos, cada um com suas características únicas e importância para o país. Em suma, a hidrografia da Espanha é caracterizada pela diversidade de seus rios, lagos, reservatórios e áreas úmidas, que desempenham papéis vitais na ecologia, economia e sociedade do país. Esses recursos hídricos são valorizados como parte integrante da paisagem e do patrimônio natural da Espanha e são protegidos e gerenciados para as gerações futuras.

## Rios

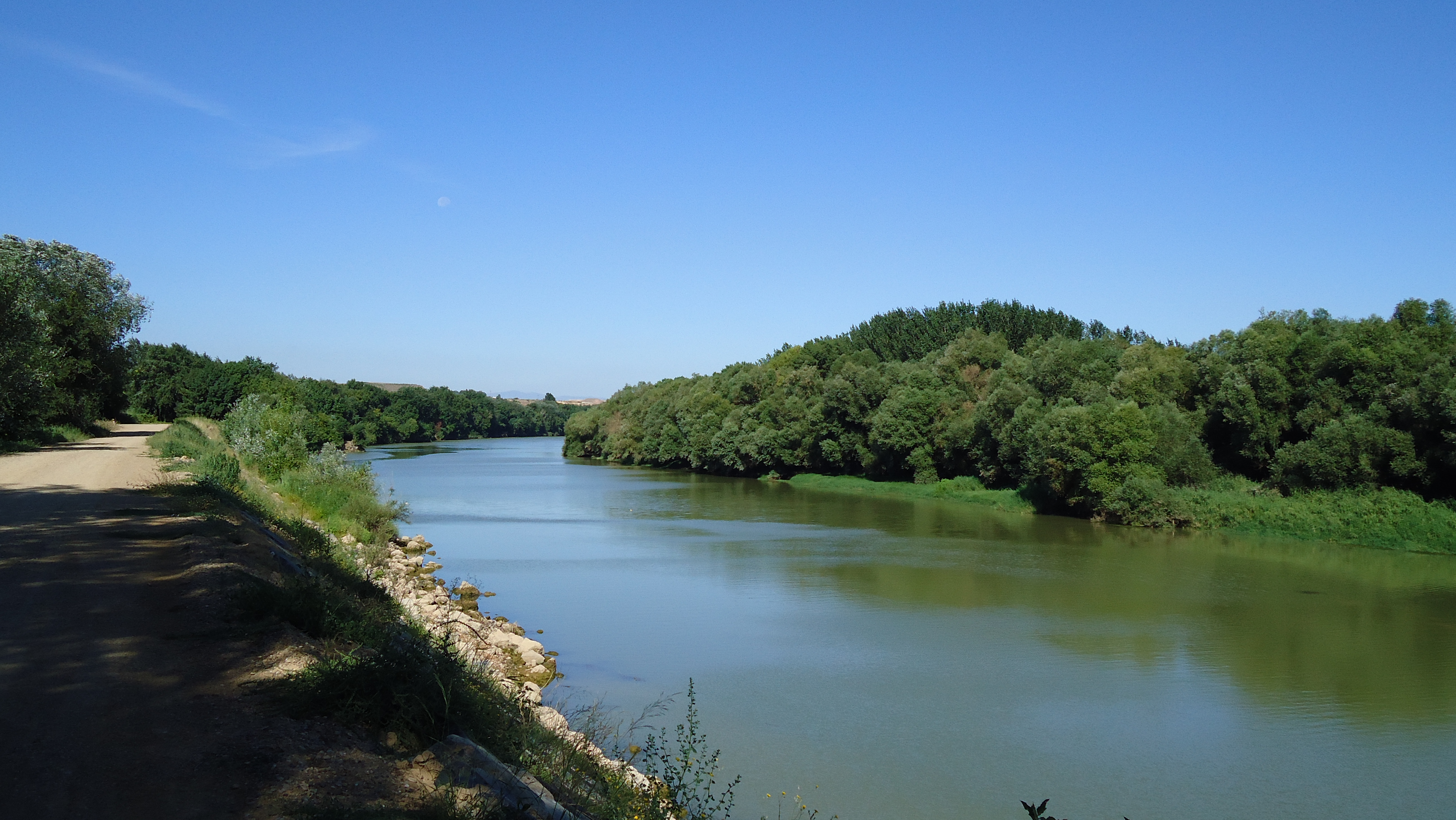
Rio Ebro na Espanha.

Os rios da Espanha desempenham um papel fundamental no abastecimento de água para irrigação, consumo humano, indústria e produção de energia hidrelétrica. Alguns dos rios mais importantes incluem o rio Ebro, o mais longo da Espanha, que flui através do nordeste do país, o rio Tejo, que nasce em Espanha e atravessa Portugal, e o rio Guadalquivir, que atravessa o sul da Península Ibérica. Esses rios e muitos outros são alimentados por chuvas sazonais e pelo derretimento da neve das montanhas durante os meses mais quentes. Aqui estão alguns dos principais rios da Espanha:
- Rio Tejo (Tajo): O rio Tejo é o mais longo da Península Ibérica e o segundo mais longo da Espanha, depois do Ebro. Com cerca de 1.007 quilômetros de extensão, ele nasce nas montanhas de Guadalajara, na região central da Espanha, e flui para Portugal, onde forma o desfiladeiro de Arribes del Duero antes de desaguar no Oceano Atlântico. O Tajo é importante para o abastecimento de água e a geração de energia hidrelétrica em várias regiões espanholas.
- Rio Ebro: O rio Ebro é o rio mais caudaloso da Espanha e o mais longo que corre inteiramente dentro do país. Ele nasce nas montanhas Cantábricas, nos Pirenéus e flui para o sul, passando por cidades como Zaragoza e Tortosa, formando um delta no nordeste da Catalunha antes de desaguar no Mar Mediterrâneo, estendendo-se por cerca de 910 quilômetros. O Ebro é vital para a agricultura, indústria e abastecimento de água de várias regiões ao longo de seu curso.
- Rio Douro (Duero): O Douro é o terceiro rio mais longo da Península Ibérica e o terceiro mais longo da Espanha. Ele nasce na Serra de Urbión, no norte da Espanha, e flui para o oeste, formando parte da fronteira entre Espanha e Portugal antes de desaguar no Oceano Atlântico perto do Porto. O rio Douro tem cerca de 897 quilômetros de extensão e nasce na região de Castela e Leão. Ele flui para Portugal, onde forma a fronteira entre os dois países. O Douro é famoso por seus vinhedos e é navegável em várias partes do seu curso.
- Rio Guadalquivir: O Guadalquivir é o quarto maior rio da Península Ibérica e o maior da Andaluzia, com cerca de 657 quilômetros de extensão. Ele nasce nas montanhas de Cazorla, na região de Jaén, na Andaluzia, sul da Espanha, e flui para o oeste, passando por cidades como Córdoba e Sevilha, antes de desaguar no Golfo de Cádiz, no Oceano Atlântico. O rio é navegável até Sevilha e desempenha um papel importante na agricultura, transporte e turismo da região.
- Rio Guadiana: O Guadiana é outro rio importante do sul da Espanha, que também forma parte da fronteira entre Espanha e Portugal. Ele nasce na Espanha central e flui para o sul, passando por cidades como Mérida, antes de desaguar no Golfo de Cádiz.
- Rio Segura: O rio Segura tem cerca de 325 quilômetros de extensão e é um dos principais rios da região de Múrcia, no sudeste da Espanha. Nasce nas montanhas de Jaén e flui para o Mar Mediterrâneo, passando por cidades como Orihuela e Murcia. O Segura é vital para a irrigação da agricultura na região.
- Rio Tinto: Apesar de seu tamanho relativamente pequeno, o Rio Tinto é significativo devido à sua coloração vermelha única, causada pela presença de minerais de ferro. Ele nasce na província de Huelva, no sul da Espanha, e deságua no Golfo de Cádiz.

## Lagos e Reservatórios

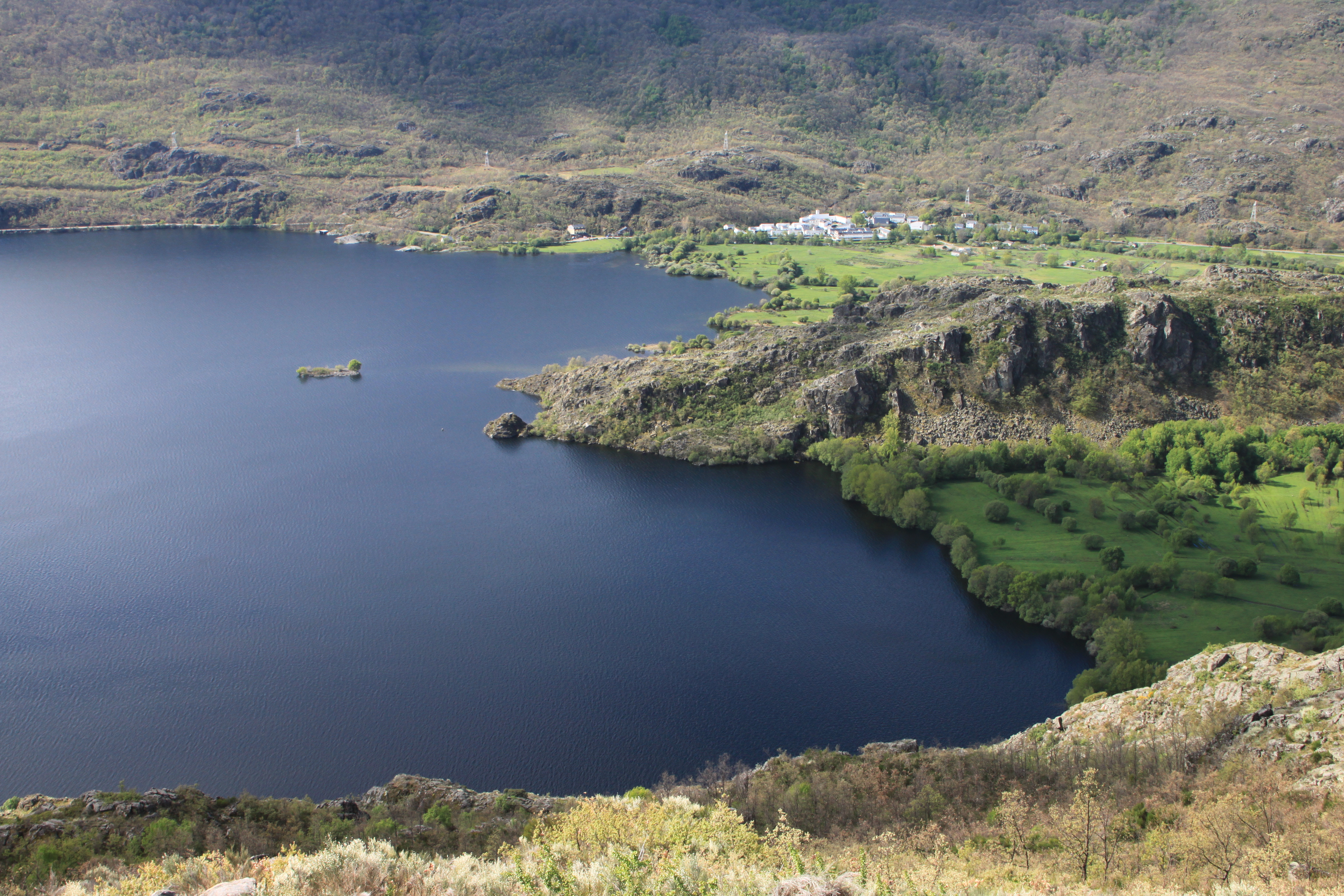
Lago de Sanábria, na Espanha.

A Espanha possui diversos lagos naturais e reservatórios artificiais, muitos dos quais foram construídos para fornecer água potável e irrigação para áreas agrícolas. O maior lago natural é o Lago Sanabria, localizado na região de Castela e Leão, enquanto o maior reservatório é o Embalse de Alcántara, localizado no rio Tejo, na região da Estremadura. Esses corpos d'água também são utilizados para atividades recreativas, como pesca, navegação e turismo. Aqui estão alguns dos principais:
- Lago de Sanábria: Localizado na província de Zamora, é o maior lago natural da Espanha e um destino popular para atividades ao ar livre, como natação, pesca e caminhadas.
- Lagoa de Gallocanta: Esta lagoa salgada, localizada na província de Zaragoza, é uma importante área de reprodução para aves migratórias, especialmente gruas.
- Lago de Banyoles: Situado na província de Girona, na Catalunha, é o maior lago natural da Catalunha e um local popular para esportes aquáticos e remo.
- Reservatório de Alqueva: Localizado no rio Guadiana, na fronteira com Portugal, é o maior reservatório da Espanha e um importante recurso para irrigação, turismo e atividades recreativas.
- Reservatório de Valdecañas: Situado no rio Tejo, na província de Cáceres, é conhecido por sua beleza natural e é um local popular para pesca e esportes aquáticos.
- Reservatório de Mequinenza: Localizado no rio Ebro, na província de Zaragoza, é um grande reservatório usado para navegação, pesca e recreação.
- Reservatório de Buendía: Também conhecido como Mar de Castilla, é um grande reservatório no rio Tajo, na província de Guadalajara, usado para abastecimento de água e recreação.

## Barragens

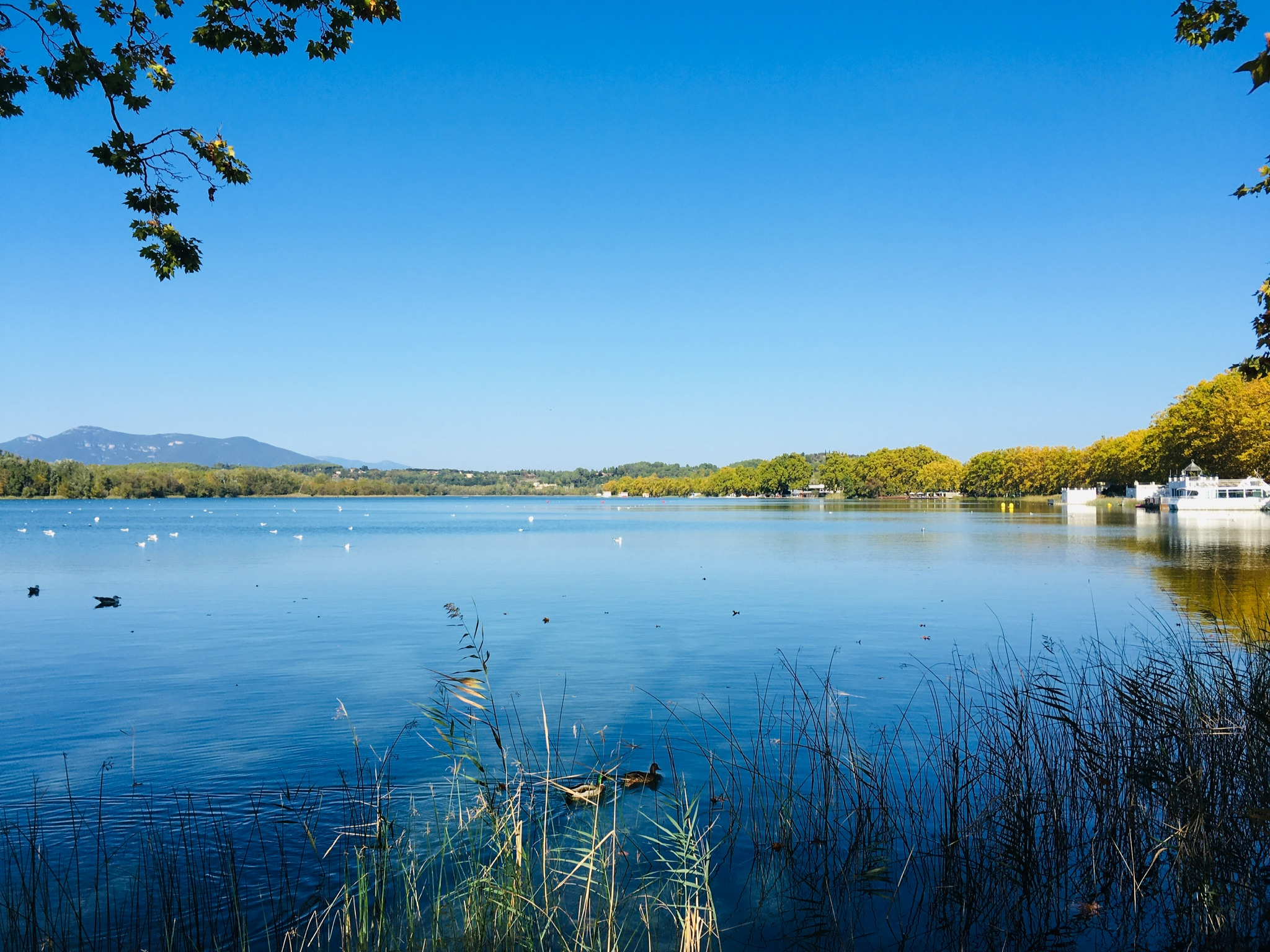
Lago de Banyoles, na Espanha.

A Espanha possui várias barragens que desempenham um papel importante na gestão dos recursos hídricos do país. Essas barragens são utilizadas para uma variedade de fins, incluindo o fornecimento de água para abastecimento humano, irrigação agrícola, produção de energia hidrelétrica, controle de enchentes e recreação. Algumas das principais barragens da Espanha incluem:
- Barragem de Aldeadávila: Localizada no rio Douro, na província de Salamanca, esta barragem é uma das maiores do país e é usada principalmente para geração de energia hidrelétrica.
- Barragem de Mequinenza: Situada no rio Ebro, na província de Zaragoza, esta barragem é uma das maiores da Espanha e forma o grande reservatório de Mequinenza, que é utilizado para navegação, pesca e recreação.
- Barragem de Riba-roja: Localizada no rio Júcar, na província de Valência, esta barragem é usada para controle de enchentes e irrigação agrícola na região.
- Barragem de Buendía: Também no rio Júcar, esta barragem forma o grande reservatório de Buendía, que é usado para abastecimento de água e recreação.
- Barragem de Alcántara: Situada no rio Tejo, na província de Cáceres, esta barragem é uma das mais antigas da Espanha e é utilizada para geração de energia hidrelétrica e controle de enchentes.

## Áreas Úmidas e Pântanos
As áreas úmidas e os pântanos desempenham um papel crucial na proteção da biodiversidade e na regulação dos ecossistemas aquáticos. A Espanha abriga várias áreas úmidas importantes, como o Parque Nacional de Doñana, no sul do país, e o Parque Nacional das Tablas de Daimiel, na região central. Essas áreas são o lar de uma grande variedade de aves aquáticas, peixes e plantas aquáticas, e são protegidas como reservas naturais para garantir sua preservação.

## Costa e Oceanos
A Espanha possui uma extensa linha costeira ao longo do Mar Mediterrâneo, Mar Cantábrico e Oceano Atlântico, que oferece uma grande variedade de habitats marinhos e costeiros. As praias espanholas são famosas por sua beleza natural e são destinos populares para turistas de todo o mundo. Além disso, o mar desempenha um papel importante na economia do país, fornecendo recursos marinhos, como peixes e frutos do mar, e suportando atividades como transporte marítimo e turismo costeiro.

## Desafios e Conservação
Apesar da riqueza de recursos hídricos da Espanha, o país enfrenta desafios relacionados à gestão da água, como secas sazonais, escassez de água em algumas regiões e poluição dos rios e mares. Para lidar com esses desafios, o governo espanhol implementou políticas de conservação da água, incluindo medidas de economia de água, proteção de áreas naturais e investimentos em infraestrutura hídrica.